# Liste der Ministerien in Malaysia (2012)
Die Liste der Ministerien in Malaysia enthält die Bundesministerien der malaysischen Regierung im Jahre 2012 des Kabinetts von Premierminister Najib Tun Razak. Grundlage der Kabinettsbildung waren die Parlamentswahlen zum 12. malaysischen Parlament im Jahr 2008, bei denen die Koalitionsregierung der Barisan Nasional mit einer absoluten Mehrheit hervorging.

## Ministerien
| Name des Ministeriums (malaiische Sprache)                      | Name des Ministeriums (englische Sprache)                       | deutsche Übersetzung (nicht verbindlich)                                  | amtierender Minister (Stand Mai 2012) |
| --------------------------------------------------------------- | --------------------------------------------------------------- | ------------------------------------------------------------------------- | --- |
| Jabatan Perdana Menteri                                         | Prime Minister’s Department                                     |                                                                           | Najib Tun Razak (Premierminister) Muhyiddin bin Mohd. Yassin (Vize-Premierminister) Palanivel A/L K. Govindasamy Dr. Koh Tsu Koon Mohamed Nazri bin Abdul Aziz Nor Mohamed bin Yakcop Jamil Khir bin Baharom Idris Jala |
| Kementerian Pembangunan Wanita, Keluarga dan Masyarakat         | Ministry of Women, Family and Community                         | Ministerium für Frauen, Familie und Gemeinschaft                          | Najib Tun Razak |
| Kementerian Pelajaran                                           | Ministry of Education                                           | Bildungsministerium                                                       | Muhyiddin bin Mohd. Yassin |
| Kementerian Tenaga, Teknologi Hijau dan Air                     | Ministry of Energy, Green Technology and Water                  | Ministerium für Energie, Grüne Technologie und Wasser                     | Peter Chin Fah Kui |
| Kementerian Perusahaan Perladangan dan Komoditi                 | Ministry of Plantation Industries and Commodities               | Ministerium für Plantagen- und Rohstoffindustrie                          | Bernard Giluk Dompok |
| Kementerian Dalam Negeri                                        | Ministry of Home Affairs and Internal Security                  | Innenministerium                                                          | Hishammudin bin Tun Hussein |
| Kementerian Penerangan, Komunikasi dan Kebudayaan               | Ministry of Information, Communication and Culture              | Ministerium für Information, Kommunikation und Kultur                     | Dr. Rais bin Yatim |
| Kementerian Kemajuan Luar Bandar dan Wilayah                    | Ministry of Rural and Regional Development                      | Ministerium für ländliche und regionale Entwicklung                       | Mohd Shafie bin Hj. Apdal |
| Kementerian Pengajian Tinggi                                    | Ministry of Higher Education                                    | Ministerium für Höhere Bildung                                            | Mohamed Khaled bin Nordin |
| Kementerian Perdagangan Antarabangsa dan Industri               | Ministry of International Trade and Industry                    | Ministerium für Internationalen Handel und Industrie                      | Mustapa bin Mohamed |
| Kementerian Sains, Teknologi dan Inovasi                        | Ministry of Science, Technology and Innovation                  | Ministerium für Wissenschaft, Technologie und Innovation                  | Dr. Maximus Johnity Ongkili |
| Kementerian Sumber Asli dan Alam Sekitar                        | Ministry of Natural Resources and Environment                   | Ministerium für Naturressourcen und Umwelt                                | Douglas Uggah Embas |
| Kementerian Pelancongan                                         | Ministry of Tourism                                             | Tourismusministerium                                                      | Dr. Ng Yen Yen |
| Kementerian Pertanian dan Industri Asas Tani                    | Ministry of Agriculture and Agro-based Industries               | Ministerium für Landwirtschaft und landwirtschaftlich basierte Industrien | Noh bin Omar |
| Kementerian Pertahanan                                          | Ministry of Defense                                             | Verteidigungsministerium                                                  | Dr. Ahmad Zahid bin Hamidi |
| Kementerian Kerja Raya                                          | Ministry of Public Works                                        | Ministerium für Öffentliche Arbeiten                                      | Shaziman bin Abu Mansor |
| Kementerian Kesihatan                                           | Ministry of Health                                              | Gesundheitsministerium                                                    | Liow Tiong Lai |
| Kementerian Belia dan Sukan                                     | Ministry of Youth and Sports                                    | Ministerium für Jugend und Sport                                          | Ahmad Shabery bin Cheek |
| Kementerian Sumber Manusia                                      | Ministry of Human Resources                                     | Ministerium für Soziales                                                  | Dr. S. Subramaniam |
| Kementerian Perdagangan Dalam Negeri, Koperasi dan Kepenggunaan | Ministry of Domestic Trade, Cooperative and Consumer Protection | Ministerium für Binnenhandel, Genossenschafts- und Verbraucherschutz      | Ismail Sabri bin Yaakob |
| Kementerian Kewangan                                            | Ministry of Finance                                             | Finanzministerium                                                         | Najib Tun Razak Ahmad Husni bin Mohamad Hanadzlah |
| Kementerian Pengangkutan                                        | Ministry of Traffic                                             | Verkehrsministerium                                                       | Kong Cha Ha |
| Kementerian Luar Negeri                                         | Ministry of Foreign Affairs                                     | Ministerium für Auswärtige Angelegenheiten                                | Anifah bin Aman |
| Kementerian Wilayah Persekutuan Dan Kesejahteraan Bandar        | Ministry of the Federal Territories and Urban Wellbeing         | Ministerium für Bundesterritorien und kommunales Wohlergehen              | Nong Chik bin Dato' Raja Zainal Abidin |
| Kementerian Perumahan dan Kerajaan Tempatan                     | Ministry of Housing and Local Government                        | Ministerium für Wohnungswesen und kommunale Verwaltung                    | Chor Chee Heung |